# Cupa Mondială de Rugby din 2019 Grupa C
Grupa C de la Cupa Mondială de Rugby din 2019 a fost o grupă preliminară din cadrul Cupei Mondiale de Rugby din 2019 ale cărei meciuri au început pe 21 septembrie 2019. Din cadrul grupei au făcut parte echipele naționale din Anglia, Argentina, Franța, Statele Unite și Tonga.

## Clasament
Primele două clasate s-au calificat pentru sferturile de finală ale competiției și pentru Cupa Mondială de Rugby din 2023, iar echipa de pe locul al treilea s-a calificat pentru Cupa Mondială de Rugby din 2023.
| Loc | Echipa        | J | C | E | Î | EM | PP  | PÎ  | +/−  | PB | Pt |
| --- | ------------- | - | - | - | - | -- | --- | --- | ---- | -- | -- |
| 1   | Anglia        | 4 | 3 | 1 | 0 | 17 | 119 | 20  | +99  | 3  | 17 |
| 2   | Franța        | 4 | 3 | 1 | 0 | 9  | 79  | 51  | +28  | 1  | 15 |
| 3   | Argentina     | 4 | 2 | 0 | 2 | 14 | 106 | 91  | +15  | 3  | 11 |
| 4   | Tonga         | 4 | 1 | 0 | 3 | 9  | 67  | 105 | -38  | 2  | 6  |
| 5   | Statele Unite | 4 | 0 | 0 | 4 | 7  | 52  | 126 | -104 | 0  | 0  |

## Meciuri

### Franța vs Argentina
| 21 septembrie 2019 |

| Franța                                                                     | 23–21  | Argentina                                                                              |
| -------------------------------------------------------------------------- | ------ | -------------------------------------------------------------------------------------- |
| Eseu: Fickou Dupont Tr: Ntamack (2/2) Pen: Ntamack (2/2) Drop: Lopez (1/1) | Raport | Eseu: Petti Pagadizábal Montoya Tr: Sánchez (1/2) Pen: Sánchez (1/1) Urdapilleta (2/2) |

| Stadionul Ajinomoto, Chōfu Spectatori: 44.004 Arbitru: Angus Gardner |

### Anglia vs Tonga
| 22 septembrie 2019 |

| Anglia                                                                     | 35-3   | Tonga              |
| -------------------------------------------------------------------------- | ------ | ------------------ |
| Eseu: Tuilagi (2) George Cowan-Dickie Tr: Farrell (3/4) Pen: Farrell (3/3) | Raport | Pen: Takulua (1/2) |

| Sapporo Dome, Sapporo Arbitru: Paul Williams |

### Anglia vs Statele Unite
| 26 septembrie 2019 |

| Anglia                                                                            | 45-7   | Statele Unite                     |
| --------------------------------------------------------------------------------- | ------ | --------------------------------- |
| Eseu: Ford Vunipola Cowan-Dickie Cokanasiga (2) McConnochie Ludlam Tr: Ford (5/7) | Raport | Eseu: Campbell Tr: MacGinty (1/1) |

| Stadionul Parcul Misaki din orașul Kobe, Kobe Spectatori: 27.194 Arbitru: Nic Berry |

### Argentina vs Tonga
| 28 septembrie 2019 |

| Argentina                                        | 28–12  | Tonga                              |
| ------------------------------------------------ | ------ | ---------------------------------- |
| Eseu: Montoya (3) Carreras Tr: Urdapilleta (4/4) | Raport | Eseu: Veainu (2) Tr: Takulua (1/2) |

| Stadionul de Rugby Hanazono, Higashiōsaka Spectatori: 21.971 Arbitru: Jaco Peyper |

### Franța vs Statele Unite
| 2 octombrie 2019 |

| Franța                                                           | 33–9 | Statele Unite       |
| ---------------------------------------------------------------- | ---- | ------------------- |
| Eseu: Huget Raka Fickou Serin Poirot Tr: Ramos (1/2) Lopez (3/3) |      | Pen: MacGinty (3/3) |

| Stadionul Level-5, Fukuoka Arbitru: Ben O'Keeffe |

### Anglia vs Argentina
| 5 octombrie 2019 |

| Anglia                                                                              | 39-10 | Argentina                                              |
| ----------------------------------------------------------------------------------- | ----- | ------------------------------------------------------ |
| Eseu: May Daly Youngs Ford Nowell Cowan-Dickie Tr: Farrell (3/6) Pen: Farrell (1/2) |       | Eseu: Moroni Tr: Boffelli (1/1) Pen: Urdapilleta (1/1) |

| Stadionul Ajinomoto, Chōfu Arbitru: Nigel Owens (Wales) |

### Franța vs Tonga
| 6 octombrie 2019 |

| Franța                                                   | 23-21 | Tonga                                                       |
| -------------------------------------------------------- | ----- | ----------------------------------------------------------- |
| Eseu: Vakatawa Raka Tr: Ntamack (2/2) Pen: Ntamack (3/4) |       | Eseu: Takulua Hingano Kapeli Tr: Takulua (2/2) Fosita (1/1) |

| Stadionul Umakana Yokana, Kumamoto Arbitru: Nic Berry |

### Argentina vs Statele Unite
| 9 octombrie 2019 |

| Argentina                                                                                       | 47-17  | Statele Unite                              |
| ----------------------------------------------------------------------------------------------- | ------ | ------------------------------------------ |
| Eseu: Sánchez Tuculet (2) Mallia (2) de la Fuente Bertranou Tr: Sánchez (5/6) Urdapilleta (1/1) | Raport | Eseu: Scully (2) Lasike Tr: MacGinty (1/2) |

| Stadionul de Rugby Kumagaya, Kumagaya Arbitru: Paul Williams |

### Anglia vs Franța
| 12 octombrie 2019 |

| Anglia | 0–0 (Anulat) | Franța |
| ------ | ------------ | ------ |
|        |              |        |

| Stadionul Internațional Yokohama, Yokohama Arbitru: Jaco Peyper |

### Statele Unite vs Tonga
| 13 octombrie 2019 |

| Statele Unite                             | 19-31  | Tonga                                                                                              |
| ----------------------------------------- | ------ | -------------------------------------------------------------------------------------------------- |
| Eseu: Te'o (2) Lamborn Tr: MacGinty (2/3) | Raport | Eseu: Fisiihoi Hingano Piutau Veainu Tr: Takulua (2/2) Faiva (1/1) Piutau (1/1) Pen: Takulua (1/1) |

| Stadionul de Rugby Hanazono, Higashiōsaka Arbitru: Nigel Owens |